# 劉佐 (嘉靖進士)
劉佐（1514年—？），字才甫，山東濟南府德州人，民籍，明朝政治人物。

## 生平
嘉靖十年（1531年）辛卯科山東鄉試第七十一名舉人，十四年（1535年）中式乙未科會試第五十二名，二甲第七十五名進士。歷任河南按察司僉事、山西布政司參議。

## 家族
曾祖劉鑑；祖父劉玉；父劉福，母張氏。重慶下。弟劉俚、劉儒、劉份。